# La Justícia Humana
La Justícia Humana fou una publicació quinzenal anarquista, realitzada al barri de Gràcia de Barcelona entre el 20 de febrer i el 25 de novembre de 1886. Va ser el primer periòdic d'aquesta ideologia publicat a l'estat Espanyol. Era editat per Emili Hugas i Martí Borràs.
Justícia Humana incloïa algunes de les primeres traduccions d'autors com Kropotkin o Jean Grave.